# Wohnhaus Kirchstraße 1

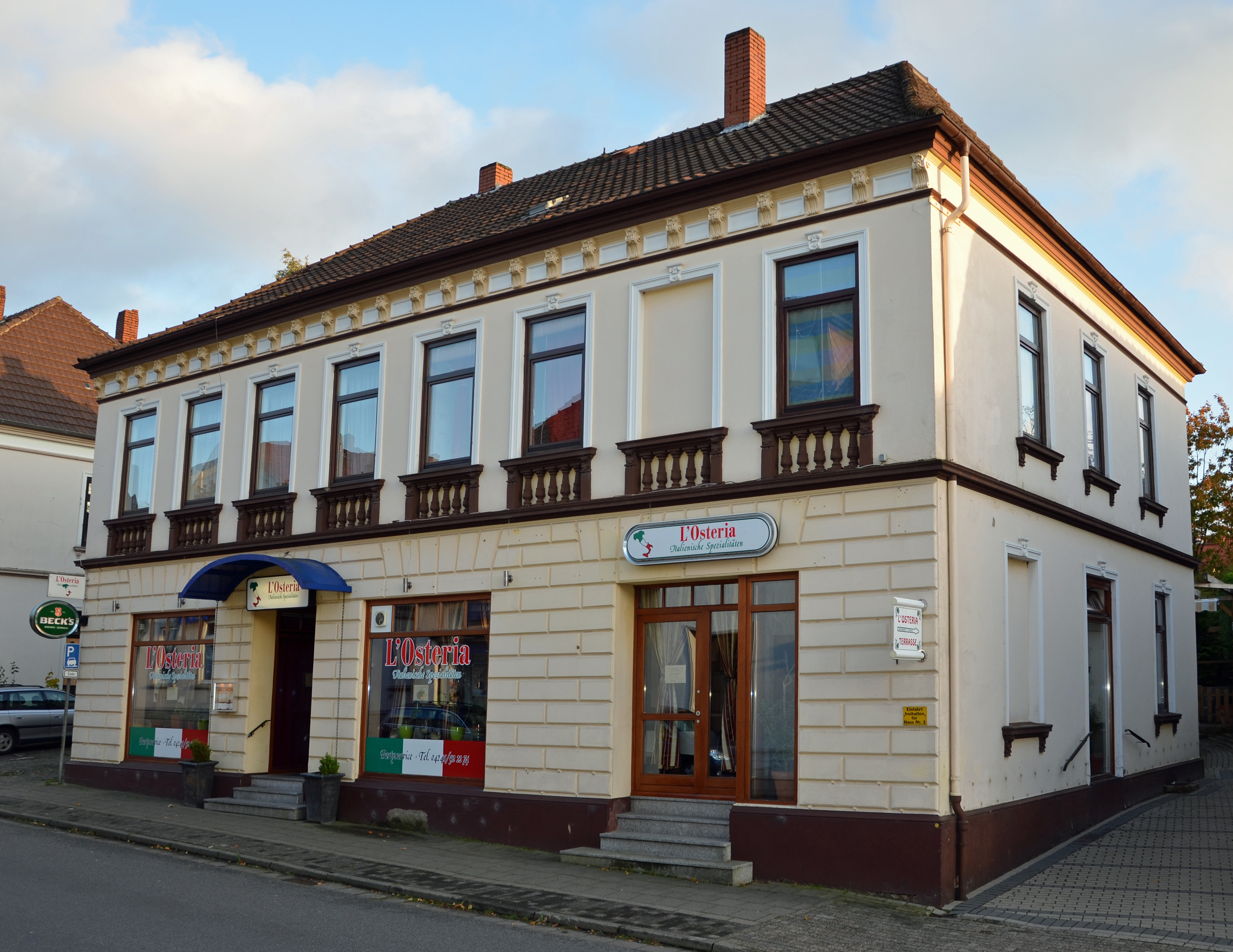
Wohnhaus Kirchstraße 1, Bassum

Das Wohnhaus Kirchstraße 1 in Bassum stammt vom Ende des 19. Jahrhunderts. Es wird heute als Wohn- und Geschäftshaus mit einem Restaurant sowie einem sozialen Servicebüro genutzt.
Das Gebäude ist ein Baudenkmal in Bassum.

## Geschichte
Das zweigeschossige verputzte Gebäude mit Walmdach, Bossenwerk im Erdgeschoss und dem markanten Konsolgesims wurde 1895 gebaut.